# Stade Alsancak Mustafa Denizli
Le stade Alsancak Mustafa Denizli, en turc Alsancak Mustafa Denizli Stadyumu, est un stade basé à Izmir (Turquie). Il est uniquement utilisé pour les rencontres de football et le terrain de jeu d'Altay SK et d'Altınordu FK. Le stade inauguré en novembre 2021 a été construit à l'emplacement du stade Alsancak construit en 1929 et démoli en 2015.

## Histoire
L'ancien stade Alsancak construit en 1929, ne répondant plus aux normes sismiques est démoli en 2015. En 2017, commencent les travaux du nouveau stade au même emplacement. Le nouveau stade est inauguré le 26 novembre 2021 par le président de la Turquie, Recep Tayyip Erdoğan, qui dévoile le même jour le nouveau nom du stade, Alsancak Mustafa Denizli. Le stade est nommé d'après Mustafa Denizli ancien joueur devenu entraineur, rentré dans l'histoire du football turc en devenant champion de Turquie avec trois clubs différents : Beşiktaş, Galatasaray et Fenerbahçe. Au moment de l'inauguration du stade, Mustafa Denizli officie comme entraineur d'Altay SK, le club où il a joué pendant 18 ans au poste d'attaquant. 
Comme l'ancien stade, il a la particularité de n'avoir aucune tribune derrière un but.
Le 10 décembre 2021 a lieu le premier match officiel entre Altay SK et Hatayspor pour le compte de la 16e journée de SüperLig 2020-21.